# تقييم صناعي ومؤسسي
التقييم الصناعي والمؤسسي ينبع من علم النفس الاجتماعي. وبشكل عام، يعمل التقييم الصناعي والمؤسسي على «دراسة دور بيئة العمل في الأداء والنتائج الأخرى بما في ذلك الرضا الوظيفي والصحة».

## تعريف التقييم الصناعي والمؤسسي
هناك العديد من الطرق التي تم من خلالها تعريف التقييم الصناعي والمؤسسي.
يعرف جوين (1965) علم النفس الصناعي والمؤسسي بأنه «الدراسة العلمية للعلاقة بين الرجل وعالم العمل: ... في عملية كسب العيش».
بينما يقدم بلوم ونايلور (1968) تعريفًا أكثر تفصيلاً - فهو «ببساطة تطبيق أو تمديد الحقائق والمبادئ على المشاكل المتعلقة بالبشر العاملين في سياق الأعمال التجارية والصناعة».
وباختصار، يساعد التقييم الصناعي والمؤسسي الشركات والأفراد على معرفة التوازن بين ما هو صحي وما هو متوقع في مكان العمل. وتحقيق هذا التوازن هو مهمة شاقة ومستمرة، ولكن بمساعدة التقييم الصناعي والمؤسسي، يمكن استكمال هذه المهمة بنجاح.

## مجالات التقييم
عند البحث بشكل أكثر تفصيلاً في التقييم الصناعي والمؤسسي، فإن البحث ينصب على أربعة مجالات مختلفة - الوظائف والعمل والأداء والأشخاص. والبحث في كل فئة يتيح رؤية متعمقة بشأن كيفية عمل التقييم الصناعي والمؤسسي بشكل حقيقي وما هو ضروري لاستكمال كل خطوة من خطوات العملية. ويمكن تصنيف هذه الفئات الأربع إلى ثلاثة أقسام وبحثها بمزيد من التفاصيل.
القسم الأول - تقييم الوظائف والعمل
تتألف المعرفة اللازمة لتقييم الوظائف والعمل من ثلاثة أجزاء —
1. الطرق البديلة لوصف العمل
2. الطرق البديلة لوصف السمات البشرية اللازمة لأداء العمل
3. استخدام العديد من قوائم الجرد لوصف العمل وخصائص العامل

يُعد كل جزء مهمًا للغاية لاستكمال التقييم في هذا المجال، ويتطلب العديد من الأدوات لضمان استكمال التقييم بنجاح. وهذه الأدوات عديدة؛ ومع ذلك، فيما يلي عدد قليل من أنواع الأدوات الأكثر شعبية:
استبيان تحليل الوظيفة

## استبيان تحليلالوظيفة
وفقًا لموقع Job-Analysis.Net، فإن «استبيان تحليل الوظيفة (PAQ) الذي تم تطويره بواسطة ماكورميك وجانري وميشام (1972) هو أداة منظمة لتحليل الوظائف لقياس الخصائص الوظيفية وربطها بالخصائص البشرية. ويتألف من 195 عنصرًا وظيفيًا تمثل بطريقة شاملة مجال السلوك البشري المشمول في أنشطة العمل».
البنود التي تندرج ضمن الفئات الخمس التالية:
1. إدخال المعلومات (أين وكيف يحصل العامل على المعلومات)،
2. العمليات العقلية (التفكير والعمليات الأخرى التي يستخدمها العمال)،
3. نتاج العمل (الأنشطة البدنية والأدوات المستخدمة في الوظيفة)،
4. العلاقات مع الأشخاص الآخرين،
5. السياق الوظيفي (السياقات المادية والاجتماعية للعمل).
علاوة على ذلك، يذكر موقع Job-Analysis.Net أنه «على مدى العديد من الدراسات، قام باحثو استبيان تحليل الوظيفة بتجميع بيانات استبيان تحليل الوظيفة لمئات الوظائف التي تحتفظ بها قاعدة البيانات التابعة لجامعة بوردو. وهناك مجموعة كبيرة من الأبحاث حول استبيان تحليل الوظيفة؛ وقد أسفرت بشكل منطقي عن تقديرات موثوقية جيدة وتم ربطها بالعديد من أدوات التقييم».

## جرد التحليل المهني
تم انتقاد هذه الأداة الثانية أيضًا بواسطة موقع Job-Analysis.Net. يشير هذا الموقع الإلكتروني إلى أن "جرد التحليل المهني (OAI) يحتوي على 617 "عنصر عمل". وقد تم تصميمه لإعطاء معلومات مهنية محددة بشكل أكثر من الاستبيانات متعددة الوظائف الأخرى مثل استبيان تحليل الوظيفة، مع تصوير متطلبات العمل لجميع المهن تقريبًا. الفئات الأساسية للبنود هي خمس فئات: (1) المعلومات الواردة، (2) الأنشطة العقلية، (3) سلوك العمل، (4) أهداف العمل، (5) سياق العمل. ويقوم المستطلعون في جرد التحليل المهني بتقييم كل عنصر وظيفي وفقًا لأحد مقاييس التصنيف الأربعة: جزء من الوظيفة أو المدى أو قابلية التطبيق أو مقياس خاص مصمم للعنصر. وتم استخدام جرد التحليل المهني لجمع معلومات حول 1400 وظيفة تم اختيارها لتمثيل خمس فئات مهنية رئيسية. كانت المصداقيات التي تحققت مع جرد التحليل المهني معتدلة، وأقل بعض الشيء من تلك المصداقيات التي تحققت مع استبيان تحليل الوظيفة.

## تحليل الوظائف العملي
هذه الأداة الأخيرة هي الأداة النهائية التي خضعت للبحث من قِبل الموقع الإلكتروني Job-Analysis.Net، وتشير نتائج هذا الموقع الإلكتروني إلى أنه «بداية من أربعينيات القرن العشرين، تم استخدام تحليل الوظائف العملي (FJA) من قِبل محللي الوظائف التابعين لإدارة التوظيف الأمريكية لتصنيف الوظائف الخاصة بـ DOT (Fine & Wiley, 1971). ويستخدم أحدث إصدار من تحليل الوظائف العملي سبعة مقاييس لوصف ما يفعله الموظفون في الوظائف: (1) الأشياء، (2) البيانات، (3) الأشخاص، (4) تعليمات العاملين، (5) التفكير، (6) الرياضيات، و (7) اللغة. وينطوي كل مقياس على مستويات عديدة ترتكز على بيانات سلوكية محددة ومهام توضيحية. ومثل أدوات تحليل الوظائف الأخرى، فإن تحليل الوظائف العملي هو منهجية لجمع المعلومات الوظيفية. وبينما تم استخدام هذه الأداة لسنوات عديدة كجزء من DOT، فإن وزارة العمل تستبدل DOT بـ O*NET ولن تستخدم تحليل الوظائف العملي في O*NET. ولا توجد حاليًا قاعدة بيانات للوظائف (بخلاف DOT) تحتوي على بيانات تحليل الوظائف العملي للوظائف الموجودة في الاقتصاد الوطني».

## تقييم الأداء
يبحث هذا الجانب الثاني من التقييم الصناعي والمؤسسي في الأداء الفعلي للأفراد. ويمكن تلخيص المعرفة اللازمة لإجراء هذا الجانب من التقييم في جزأين - إجراءات ذاتية وموضوعية للأداء الوظيفي وأشكال التقييم التي تركز على السلوك. ويُعد هذان الجانبان من تقييم الأداء من الجوانب الرئيسية. ومن الأمثلة القليلة على هذه الجوانب الرئيسية «مقاييس التصنيفات المرتبطة سلوكيًا» (BARS) و«مقاييس مراقبة السلوك» (BOS).

## تقييم الأفراد
يقوم الجانب النهائي للتقييم الصناعي والمؤسسي بتقييم الأفراد. وربما تُعتبر هذه الخطوة هي الأكثر تعقيدًا في عملية التقييم. وغني عن القول أن أي معلومات في علم النفس من شأنها أن تساعد أي مقيم على أداء واجبه على نحو أكثر فاعلية وربما بسهولة أكبر.
والمعرفة والمهارات الضرورية لإجراء هذه الخطوة الأخيرة من التقييم تتلخص في جانب واحد وهو معرفة مجموعة متنوعة من الإجراءات لتقييم الأفراد. وفي حين أن هذا الجانب يبدو واسعًا، إلا أن هناك العديد من الأدوات التفصيلية للمساعدة في تحديد الطرق التي يمكن من خلالها إجراء هذا التقييم.
وهذه الأدوات تشمل:
- الاختبارات النفسية
- معلومات عن السيرة الذاتية
- المقابلات الشخصية
- عينات من العمل
- مراكز التقييم
- الاستقصاءات
- استخدام أجهزة الكمبيوتر في التقييم

ومن أجل الحصول على فكرة أفضل بشأن كيفية جمع جميع المعارف والأدوات معًا داخل إطار الفئات الأربع للتقييم الصناعي والمؤسسي لإنجاز مهمة ما في مكان العمل، ترد أدناه خمسة أمثلة مقدمة من قِبل شركة Society for Industrial & Organizational Psychology, Inc.

## أمثلة على التقييم الصناعي والمؤسسي
1. تقييم محتوى العمل من خلال إجراءات التحليل الوظيفي بغرض تطوير إجراءات تقييم الأداء.
2. تقييم المتطلبات البشرية للعمل من خلال إجراءات التحليل الوظيفي بغرض تطوير إجراءات اختيار الأفراد أو تحديدها.
3. تقييم الخصائص الفردية عن طريق الاختبارات النفسية والمقابلات الشخصية وعينات العمل وغير ذلك من الوسائل الأخرى لاختيار الأفراد للوظائف والتطوير الوظيفي.
4. تقييم معرفة الموظف أو مهارته أو أدائه في العمل عن طريق مجموعة من إجراءات التقييم بغرض تحديد احتياجاته من التدريب.
5. تقييم تصورات الموظف بشأن خصائص بيئة العمل من خلال إجراءات استقصائية بغرض إدارة مناخ المؤسسة.